# یواس‌اس ساپلو (ای‌او-۱۱)
یواس‌اس ساپلو (ای‌او-۱۱) (به انگلیسی: USS Sapelo (AO-11)) یک کشتی بود که طول آن ۴۷۷ فوت ۱۰ اینچ (۱۴۵٫۶۴ متر) بود. این کشتی در سال ۱۹۱۹ ساخته شد.